# 5477 Холмс
5477 Холмс (5477 Holmes) — астероїд головного поясу, відкритий 27 жовтня 1989 року.
Тіссеранів параметр щодо Юпітера — 3,832.